# Honey's Dead
Honey's Dead è il quarto album discografico del gruppo musicale alternative rock britannico The Jesus and Mary Chain, pubblicato nel 1992.

## Il disco
Il titolo si riferisce ad una delle prime hit del gruppo, Just Like Honey, a sottolineare il completo mutamento dello stile musicale della band rispetto agli esordi.
Il primo singolo tratto dal disco, ossia Reverence, pubblicato nel febbraio 1992, ha suscitato alcune polemiche a causa dell'inserimento del verso "I want to die just like Jesus Christ" ("voglio morire proprio come Gesù Cristo).
Il disco è stato registrato nello studio della band a Londra, con l'ausilio di Flood e di Alan Moulder.
L'album ha ricevuto una nomination ai Mercury Prize nel 1992.
La copertina contiene un dettaglio del quadro Ophelia (prima versione) di Arthure Hughes.
La traccia 6 contiene un campionamento di Tanz Debil degli Einstürzende Neubauten.
Il disco ha raggiunto la posizione #14 della Official Albums Chart.

## Tracce
Tutte le canzoni sono state scritte da Jim Reid e William Reid.
1. Reverence – 3:40
2. Teenage Lust – 3:06
3. Far Gone and Out – 2:51
4. Almost Gold – 3:19
5. Sugar Ray – 4:41
6. Tumbledown – 4:10
7. Catchfire – 4:47
8. Good for My Soul – 3:05
9. Rollercoaster – 3:46
10. I Can't Get Enough – 2:56
11. Sundown – 4:59
12. Frequency – 1:19

## Formazione
- Jim Reid - voce (tracce 1-3,5,6,8), chitarra, produzione
- William Reid - voce (tracce 4,7,9-12), chitarra, produzione
- Steve Monti - batteria, percussioni